# Станислав Станилов
Станислав Тодоров Станилов е български археолог, историк и политик.

## Биография
Роден e през 1943 година в Габрово. През 1961 година завършва средното си образование в Априловската гимназия в родния си град, а в 1968 година се дипломира във Великотърновския университет, специалност История. През 1969-1972 година е уредник в Историческия музей в Шумен, по-късно работи като научен работник в София. През 1976 година защитава дисертация на тема „За етническия състав на населението в Долнодунавския басейн от края на VI до края на IX в. (по археологически данни)“.
От 1977 година е научен сътрудник, а от 1987 – старши научен сътрудник. От 1986 до 1990 година е агент на Държавна сигурност.
През 2005 година професор Станилов е избран за депутат в XL народно събрание от Коалиция „Атака“, като тогава е зам-председател на партия Нова зора. На 13 ноември 2007 година е избран за заместник-председател на Парламентарната група на Атака.
На Парламентарните избори на 5 юли 2009 г. Станислав Станилов е избран за депутат от Партия „Атака“ в Хасковския многомандатен избирателен район. Става народен представител в XLI народно събрание.
На Парламентарните избори на 12 май 2013 г. Станислав Станилов отново е избран за депутат от Партия „Атака“.
На Парламентарните избори на 5 октомври 2014 г. Станислав Станилов отново е избран за депутат от Партия „Атака“.
На Парламентарните избори на 26 март 2017 г. Станислав Станилов отново е избран за депутат от Партия „Атака“.

### Агентурно досие
Станилов е бил сътрудник на Държавна сигурност в качеството си на секретен сътрудник и агент с псевдоним Светлин. Вербуван е през 1986 година. Линиите, по които работи, вписани в досието му включват „възродителен процес“ (задраскано с химикал) и „югославска“.

## Научна дейност
Станислав Станилов е автор е на множество публикации в българския и европейския академичен печат, както и на самостоятелни издания, посветени на средновековната археология. Той е доктор по археология, ръководител на Секцията по средновековна археология на Археологическия институт с музей при БАН. Доктор е на историческите науки с тезата „Художественият метал на езическа България (7 – 9 в.)“. През 2001-2003 година Станислав Станилов е заместник главен редактор на органа на Археологическия институт с музей — списание „Археология“.
Дълги години Станислав Станилов ръководи разкопките при Плиска, Хума и други археологически обекти.